# Чіба Кента
Кента Чіба (4 квітня 1996 ) — японський гімнаст, чемпіон світу в командних змаганнях, призер Азійських ігор.

## Результати на турнірах
| Рік  | Змагання                  | КБ | ІБ | Вільні вправи | Кінь | Кільця | Опорний стрибок | Паралельні бруси | Перекладина |
| ---- | ------------------------- | -- | -- | ------------- | ---- | ------ | --------------- | ---------------- | ----------- |
| 2015 | Кубок виклику в Осієку    |    |    |               |      |        |                 | 6                |             |
| 2016 | Кубок виклику в Сомбатхей |    |    | 11            |      |        |                 | 3                | 1           |
| 2017 | Універсіада               | 2  |    | 7             |      |        |                 |                  |             |
| 2018 | Кубок світу в Баку        |    |    | 4             |      |        |                 | 1                | 8           |
| 2018 | Азійські ігри             | 2  | 5  | 29            | 8    | 19     |                 | 3                | 6           |
| 2018 | Кубок виклику в Сомбатхей |    |    | 8             | 20   | 3      |                 | 2                | 1           |
| 2023 | Чемпіонат світу           | 1  | 4  | 37            |      | 31     |                 | 10               | 7           |